# طاووس أخضر
الطاووس الأخضر (الاسم العلمي: Pavo muticus) ويُسمى كذلك الطاووس الجاوي، هو نوع من الطيور يتبع جنس الطاووس من فصيلة التدرجية ضمن رتبة الدجاجيات. يستوطن الغابات الاستوائية في جنوب شرق آسيا وخصيصاً في جزيرة جاوة الإندونيسية، ويتشابه الطاووس الأخضر مع الطاووس الهندي في وجود ذيل طويل ذو ألوان زاهية إلا أنها تميل نحو اللون الأخضر كما أن هذا النوع من الطاووس يستخدم ريشه أثناء طقوس المغازلة.

## الوصف

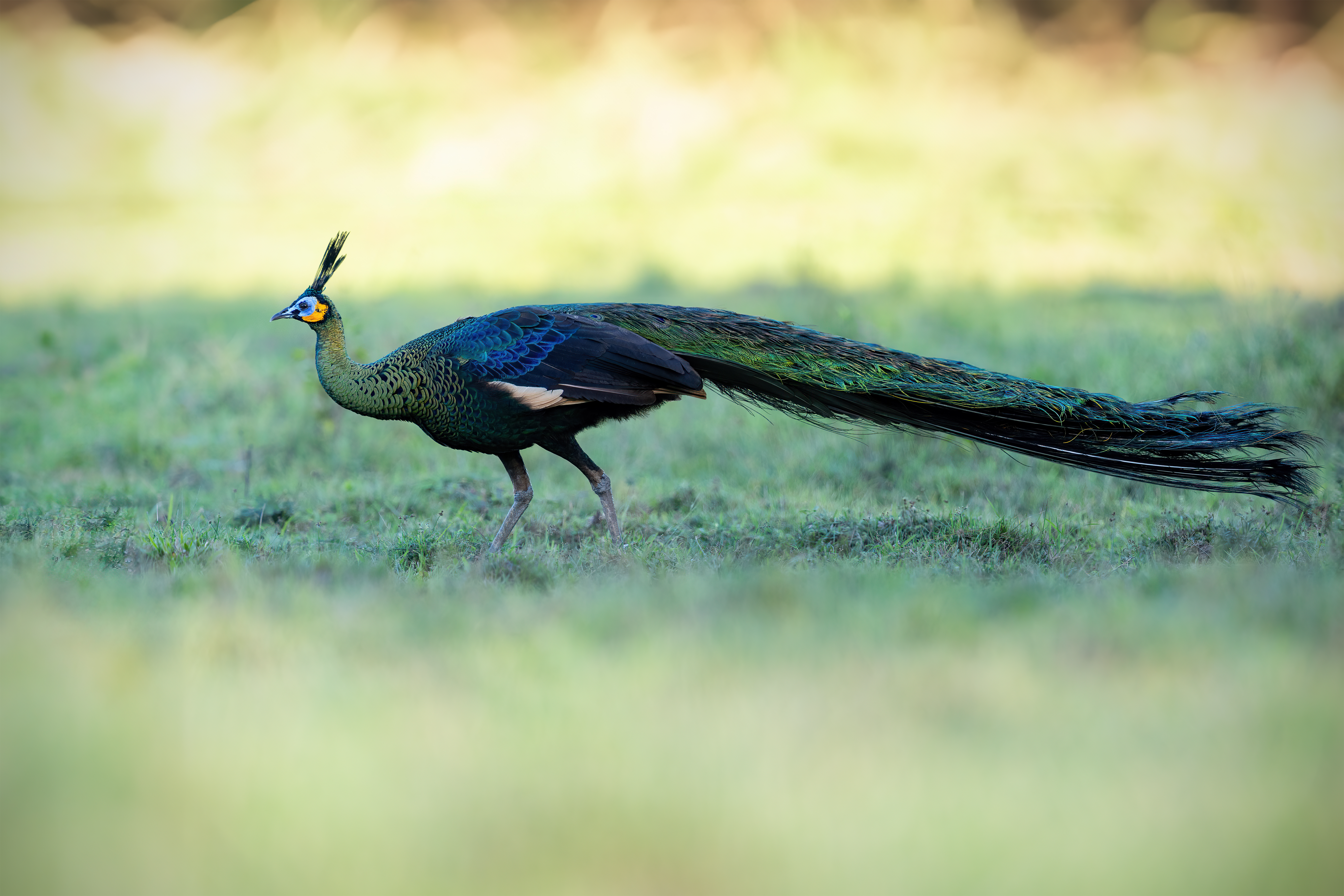
الطاووس الأخضر

يتشابه مظهر الذكر والأنثى في نوع الطاووس الأخضر خلافاً للطاووس الهندي، والفرق في الشكل بين ذكر الطاووس الأخضر وأنثاه هو الذيل الذي يتميز بالطول في الذكر عن الأنثى، كما أن اللون الأخضر في ذكر الطاووس الأخضر أكثر إشراقاً ولمعاناً عن الأنثى.
رؤوس الطاووس الأخضر هي خضراء زاهية بدلًا من الأزرق الداكن في الطاووس الهندي وهذا ما يميزها عن طيور الطاووس الهندي، كما أن أنثى طيور الطاووس الأخضر تتميز باللون الأخضر عكس إناث الطاووس الهندي ذات اللون البني.
يُعرَفُ الطاووس الأخضر بين الباحثين بأنَّه أقلُّ تكاثرًا من الطاووس الهندي الأزرق، وأكثر انعزالاً وخجلاً من البشر؛ حيث يتجنَّب التجمُّعات السكنيَّة للبشر، ويعيش في أعماق الغابات، كما أنَّه أكثر عدوانيَّةً وميلاً للتصارُع حتى الموت مع ذكور الطواويس الأخرى، ونادرًا ما حاوَل السكَّان تدجين هذه الطواويس.